# Francesco Sassetti

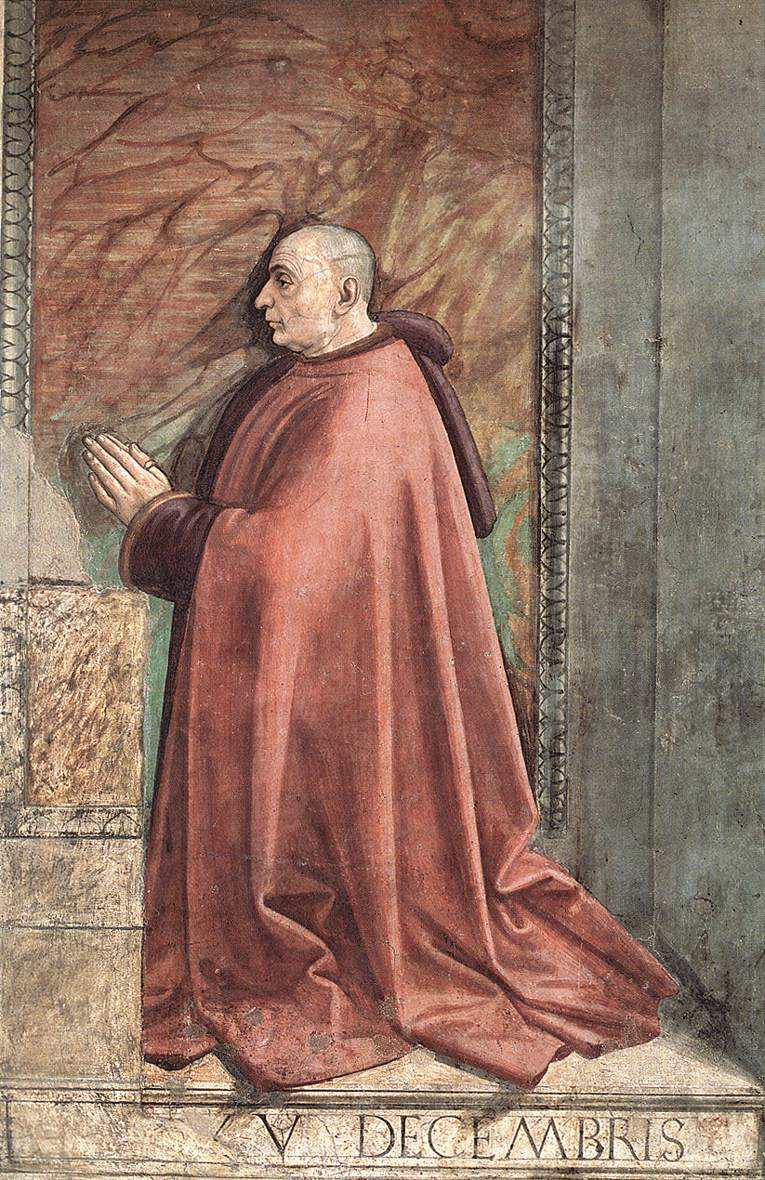
Francesco Sassetti, committente ritratto dal Ghirlandaio

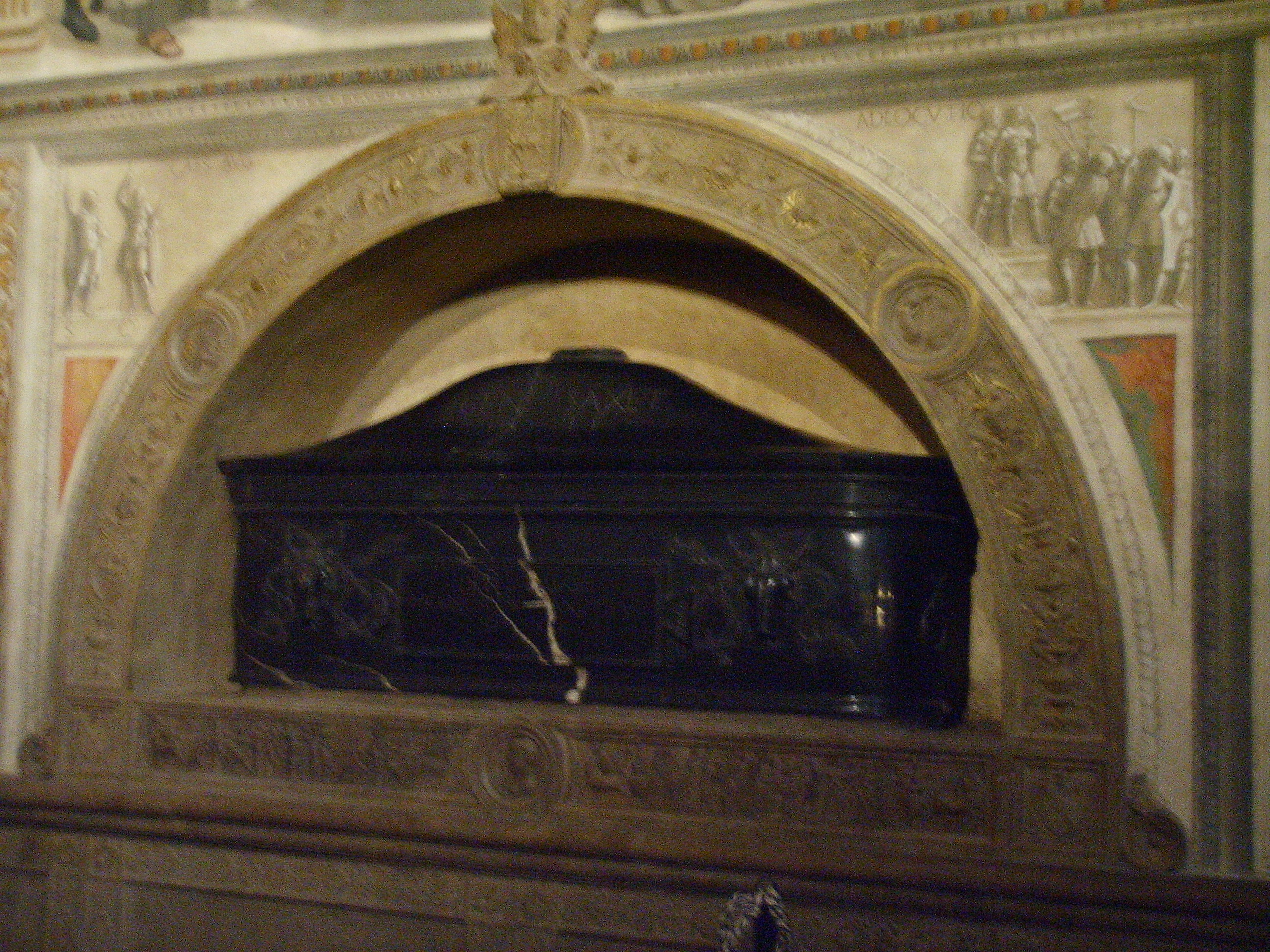
Sepolcro di Francesco Sassetti di Giuliano da Sangallo

Francesco Sassetti (Firenze, 9 marzo 1421 – 31 marzo 1490) è stato un banchiere e mecenate italiano.

## Biografia
Già ventenne era ad Avignone per curare gli interessi della propria famiglia, socia in affari con Banco dei Medici. Diventato uomo di fiducia di Lorenzo il Magnifico, si vide affidare la direzione dei suoi affari in Francia, con le qualifiche di gestore e procuratore. Amministrò prima la filiale di Ginevra, che venne poi spostata a Lione, dove investì, assieme ai Medici e ad altri soci, una cifra che gli permetteva di partecipare agli utili. Divenne poi direttore generale del Banco mediceo dal 1469 fino alla morte nel 1490. La sua fortuna in affari ebbe un lieve declino nella fase finale della sua vita, quando nel 1488 la filiale di Lione subì una crisi, che venne poi superata grazie al suo forte impegno e a un intervento diretto del Magnifico. Sassetti infatti non aveva controllato strettamente gli amministratori della filiale, i quali avevano compiuto delle frodi provocando una disastrosa perdita, che lo costrinse, nonostante l'età, a lasciare Firenze e recarsi personalmente nella città francese per risolvere la situazione, appoggiato da Lorenzo che non gli negò mai l'amicizia e il sostegno.
Grazie alla frequentazione della corte medicea divenne un uomo colto e raffinato, amico di Marsilio Ficino, Agnolo Poliziano e Bartolomeo Fonzio, oltre che mecenate e collezionista di manoscritti in latino e in volgare. Con la sua oculata e onesta amministrazione accumulò una notevole ricchezza, che reinvestì in case in centro a Firenze e in una villa sulla via Bolognese.
Acquistò nel 1478 in Santa Trinita, la cappella che oggi porta il suo nome e la fece dedicare a san Francesco, suo santo protettore, dopo aver ricevuto il rifiuto di ritrarre il santo francescano nella chiesa dei rivali domenicani in Santa Maria Novella, dove aveva già acquistato il patronato sulla cappella maggiore.
Affidò la decorazione all'artista di maggior fama del momento in città, il Ghirlandaio. Il maestro realizzò il ciclo di affreschi tra il 1483 e il 1486, nonostante gli affreschi siano datati in basso, sotto la figura di Francesco Sassetti e di sua moglie inginocchiati come XXV Decembris MCCCCLXXX, 25 dicembre 1480, una data simbolica della sottoscrizione della commissione con il Sassetti, mentre la pala centrale reca come anno il 1485, su un capitello. Lo stesso Francesco e sua moglie sono ritratti come committenti inginocchiati nella fascia più bassa degli affreschi, mentre le loro tombe si trovano nelle pareti laterali, scolpite da Giuliano da Sangallo. Francesco è inoltre ritratto vicino a Lorenzo il Magnifico nel gruppo di fiorentini della scena dell'Approvazione della regola da parte di Onorio III. Di lui resta anche un bel busto in marmo attribuito a Antonio Rossellino e oggi al Bargello.
Suo rivale fu Giovanni Tornabuoni, altrettanto uomo fidato vicino ai Medici, che gli subentrò nella direzione del Banco dei Medici nel 1484.

## Matrimonio e discendenza

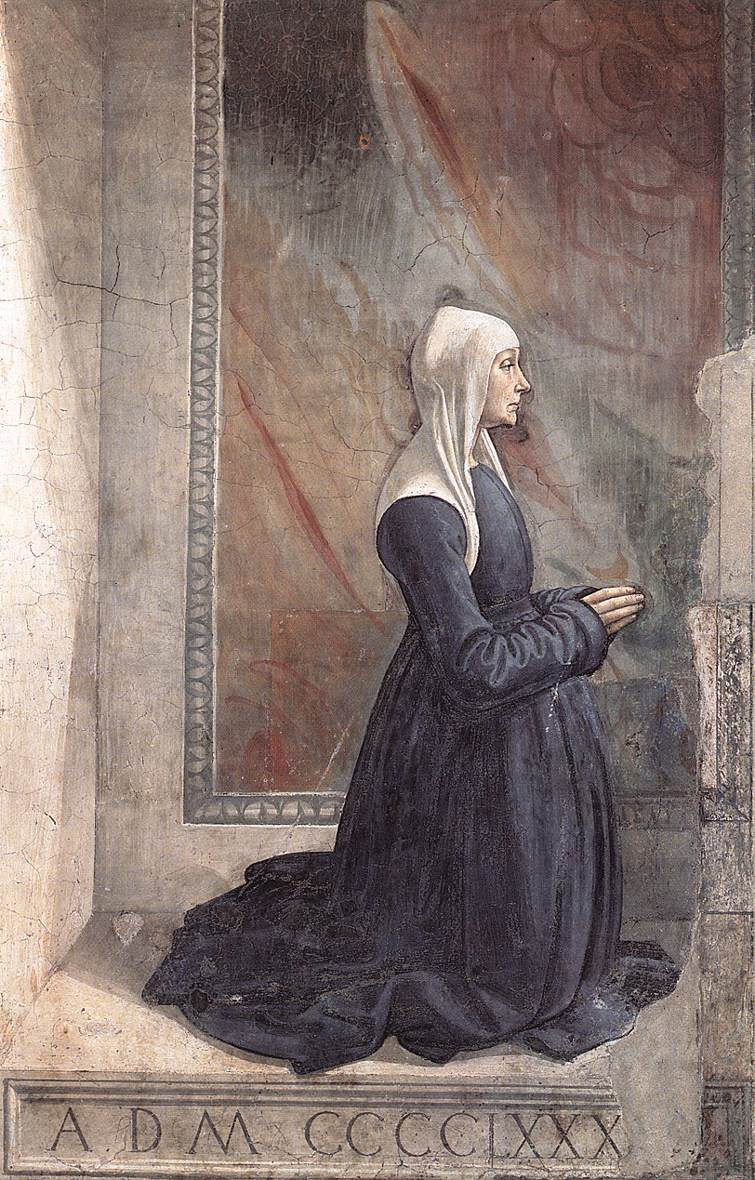
Nera Corsi ritratta dal Ghirlandaio

Nel 1458 sposò Nera di Piero Corsi (1444-1507), dalla quale ebbe dodici figli:
- Teodoro (23 luglio 1460-inizio 1479)
- Galeazzo (25 agosto 1461-22 aprile 1513[4]), Priore nel 1512; sposò nel 1486 Fiammetta di Bartolomeo Valori
- Violante (1462-20 agosto 1493[5]), sposò nel 1474 Neri di Gino Capponi
- Cosimo (2 marzo 1463-1527), Priore nel 1503, 1516 e 1526; Conte palatino dal 1516; Gonfaloniere di Giustizia nel 1523, sposò nel 1494 Maria di Agnolo Niccolini (?-1543)
- Sibilla (1465-?), sposò nel 1483 Alessandro di Antonio Pucci; loro figlio fu il cardinal Antonio Pucci
- Lucia (1467-in giovane età)
- Lisabetta (1469-?), sposò 1) nel 1485 Jacopo di Tanai de' Nerli (1461-1505); 2) nel 1506 Antonio di Piero Gualterotti
- Vaggia (8 Agosto 1470-?), sposò nel 1488 Simone di Amerigo Carnesecchi
- Lena (1471-25 maggio 1505[6]), sposò nel 1489 Luca di Bertoldo Corsini
- Federigo (24 Ottobre 1472-21 dicembre 1491), parroco di S. Michele Bertelde
- Ginevra (1477-in giovane età)
- Teodoro (II) (12 maggio 1479-agosto 1546), Priore nel 1519, Podestà a Prato nel 1533, Capitano a Volterra nel 1539; sposò nel 1502 Lena de' Nerli

Ebbe inoltre un figlio illegittimo, Ventura, che fu commensale e scalco di Papa Clemente VII.